# Port lotniczy Moskowskij Piandż
Port lotniczy Moskowskij Piandż – port lotniczy położony w miejscowości Ak-Mazar, w Tadżykistanie. Obsługuje połączenia krajowe.